# Vichuquén Cuatro Pantanos Airport
Vichuquén Cuatro Pantanos Airport är en flygplats i Chile.   Den ligger i provinsen Provincia de Curicó och regionen Región del Maule, i den södra delen av landet, 200 km sydväst om huvudstaden Santiago de Chile. Vichuquén Cuatro Pantanos Airport ligger 15 meter över havet. Den ligger vid sjön Laguna Vichuquén.
Terrängen runt Vichuquén Cuatro Pantanos Airport är huvudsakligen lite kuperad. Vichuquén Cuatro Pantanos Airport ligger nere i en dal. Runt Vichuquén Cuatro Pantanos Airport är det glesbefolkat, med 12 invånare per kvadratkilometer.. 
I omgivningarna runt Vichuquén Cuatro Pantanos Airport växer i huvudsak städsegrön lövskog.